# Neoneuromus maclachlani
Neoneuromus maclachlani är en insektsart som först beskrevs av Herman Willem van der Weele 1907.  
Neoneuromus maclachlani ingår i släktet Neoneuromus och familjen Corydalidae. Inga underarter finns listade i Catalogue of Life.